# Heinz Kramer
Heinz Kramer est un pointeur de la Panzerwaffe durant la Seconde Guerre mondiale. Il fut notamment pointeur à bord du Tigre d’Otto Carius, chef de char aux nombreux faits d’armes. Heinz Kramer a notamment été associé à l’unique tir ayant permis à un tank d'abattre un avion en vol. Cependant, la véracité de ce fait d’arme peut être remis en question car il est rapporté uniquement dans le livre autobiographique d’Otto Carius,.

## Durant la guerre

### Sous le commandement d’Otto Carius
Heinz rejoint le Tigre d’Otto Carius à la fin de l’année 1943, remplaçant alors Clajus. Il va alors très rapidement démontrer ses compétences.

#### Le 16 décembre 1943
Alors que Heinz et le reste de l’équipage de son char avait comme simple mission de tenir leur position près de Vitebsk en Biélorussie seuls dans leurs chars, celui-ci essuya des tirs de l’aviation soviétique, bien que ceux-ci ne soient en aucun cas dangereux pour le char (dont le blindage épais assurait à tous les tirs de ricocher). Selon les faits racontées par le chef de char, Heinz fut rapidement ennuyé par les nombreux tirs ricochant sur le véhicule. Il dirigea alors le canon de 88 mm en direction du ciel, puis décrocha un premier tir manquant sa cible. Motivé, le pointeur réajusta le canon, et tira à nouveau. Cette fois-ci, grâce à une combinaison de chance et de précision, l’obus toucha l’avion soviétique, qui s’écrasa quelques mètres plus loin. La nature de l’avion abattu reste incertaine, il pourrait s’agir d’un simple avion de reconnaissance, ou bien d’un Il-2, avion d’attaque lourdement blindé. Otto Carius décrira ce tir comme étant « la chose la plus impressionnante qu’il ait jamais vue ».

### Chef de char
En 1944, Heinz Kramer est promu chef de char sur un Tigre du s.Pz.Abt 502. Il est crédité de 50 victoires avant d’être tué au combat dans le secteur de Königsberg en janvier 1945, avec le grade d’Oberleutnant et de détenteur de la Croix de guerre.